# Bataille de Heligoland (1864)
Pour les articles homonymes, voir Bataille de Heligoland.
Guerre des Duchés
Batailles
Bataille de Missunde, évacuation de Dannevirke, bataille de Dybbøl, bataille de Heligoland, bataille d'Als
La bataille d'Héligoland est livrée le 9 mai 1864, durant la deuxième guerre des Duchés et oppose la marine danoise à une flotte alliée austro-prussienne, au sud de l'île alors britannique d'Héligoland, en mer du Nord. Ce fut la dernière bataille significative livrée entre des escadres de navires en bois et également la dernière impliquant le Danemark. Bien que la bataille se soldât par une victoire tactique de ce pays, elle n'eut aucune incidence stratégique sur l'issue de la guerre qui se termina par la défaite danoise le 12 mai 1864.

## Introduction
En conséquence de la déclaration de guerre du 1er février 1864, le Danemark décrète un blocus naval à l'encontre de tous les ports du Schleswig-Holstein, qu'il étend à compter du 8 mars à tous les ports de Prusse. La mise en œuvre de ce blocus est initialement confiée à la frégate à vapeur et à hélice Niels Juel, armée de 42 canons, à laquelle se joint peu après la corvette à hélice Dagmar.
Ne disposant que d'une flotte très réduite, la Prusse requiert l'aide de l'empire d'Autriche, et début mars, une escadre de trois navires : les frégates à hélice Schwarzenberg (50 canons) et Radetzky (31 canons), ainsi que la canonnière Seehund, quittent la Méditerranée sous le commandement du capitaine de vaisseau Wilhelm von Tegetthoff en direction du théâtre des opérations.
Pour contrer cette menace, le Danemark constitue l'escadre de la mer du Nord, confiée au capitaine Edouard Suenson (en). Celle-ci se compose du Niels Juel (42 canons), du Dagmar ainsi que de la corvette à hélice Heimdal (16 canons). Sa mission est de protéger le trafic maritime commercial danois, de capturer tout navire battant pavillon ennemi et d'affronter les bâtiments de guerre adverses. Très rapidement, le Dagmar est remplacé par la frégate à vapeur de 44 canons Jylland.
Pendant son périple, l'escadre autrichienne doit se séparer du Seehund, qui subit d'importantes avaries dans la Manche et doit rejoindre un port britannique pour réparer. Début mai, elle arrive au large du Texel, aux Pays-Bas et est rejointe par les canonnières prussiennes Basilisk et Blitz (2 canons chacune) et le bateau à aubes Preussischer Adler, armé de 2 canons.

## La bataille

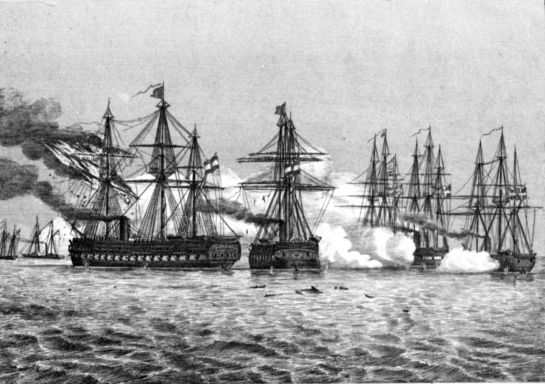
Bataille de Heligoland

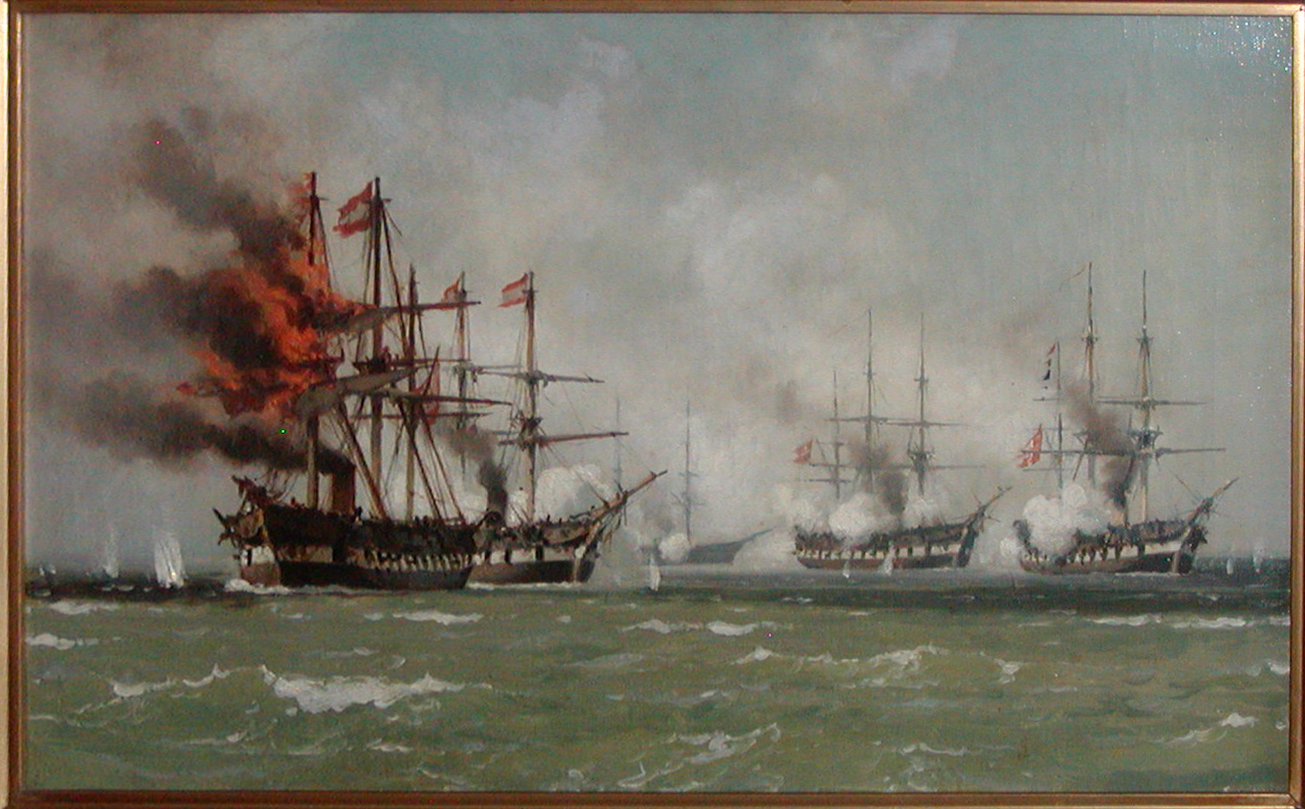
Le Schwarzenberg en feu, par Carl Neumann

Le matin du 9 mai, comme l'escadre danoise arrive en descendant du nord, elle aperçoit vers 10 heures d'abord la frégate britannique Aurora puis cinq autres navires non identifiés en provenance du sud-ouest. C'est bien entendu l'escadre austro-allemande et les deux flottes se dirigent l'une vers l'autre. À 13 heures 45, le Schwarzenberg ouvre le feu. Les Danois se rapprochent et répliquent à une distance beaucoup plus courte. Tegetthoff infléchit la route de ses bâtiments vers l'ouest pour tenter de barrer le T mais la manœuvre est parée par Suenson. Incapables de suivre le train des frégates, les canonnières prussiennes sont distancées, alors que les bâtiments autrichiens et danois ne sont guère qu'à un mile nautique les uns des autres et s'échangent de furieuses bordées. Tegetthoff revient sur ses pas pour rejoindre les canonnières, et les deux flottilles naviguent alors parallèlement, tout en continuant à se bombarder. Le Niels Juel et le Schwarzenberg se livrent un duel féroce tandis que les Jylland et Hejmdal concentrent leurs tirs sur le Radetzky. Trop éloignées, les canonnières prussiennes ne peuvent intervenir.
À 15 heures 30 environ, un incendie se déclare sur le Schwarzenberg et la frégate est incapable de continuer la lutte. Tegetthoff décide donc de rompre le combat et ramène ses navires dans les eaux neutres d'Heligoland. L’Aurora qui a assisté à la bataille se tient prête à défendre la souveraineté britannique, aussi Suenson ne peut poursuivre l'escadre adverse et quitte le champ de bataille vers 16 heures 30.

## Conséquences

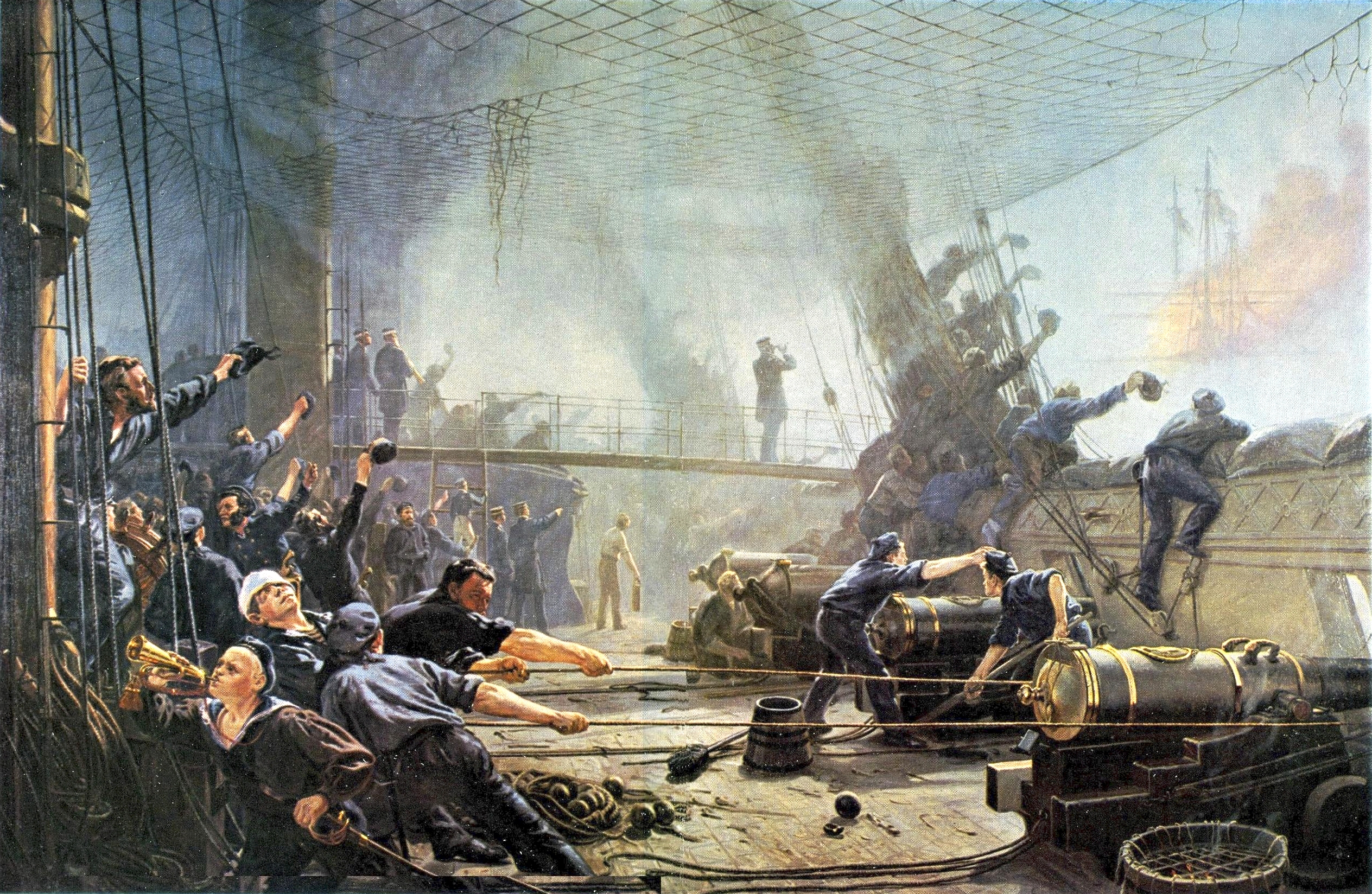
« À bord de la frégate Niels Juel », tableau de Christian Mølsted

Suenson tient son escadre à l'affût à la limite de la zone territoriale britannique de 3 miles, mais les navires austro-prussiens parviennent à quitter Heligoland dans la nuit sans être repérés et réussissent à atteindre Cuxhaven, à l'embouchure de l'Elbe. Avec la prise d'effet de l'armistice le 12 mai suivant, l'escadre danoise lève le blocus des ports ennemis et regagne Copenhague.
Si les navires austro-prussiens ont fui le combat, aucun d'entre eux n'a été pris ou coulé. Le Danemark revendique la victoire tandis que Tegetthoff considère qu'il s'agit d'un match nul. L'escadre danoise est accueillie en triomphe à Copenhague. Il est vrai que la guerre a été défavorable aux Danois et que la bonne tenue de leur marine a atténué l'amertume de la défaite. Quant à Tegetthoff, il est promu au rang de contre-amiral.
La frégate Jylland est aujourd'hui exposée à Ebeltoft, au Danemark. Les frégates autrichiennes participent en 1866 à la bataille de Lissa.

## Navires engagés
- Escadre danoise, Suenson

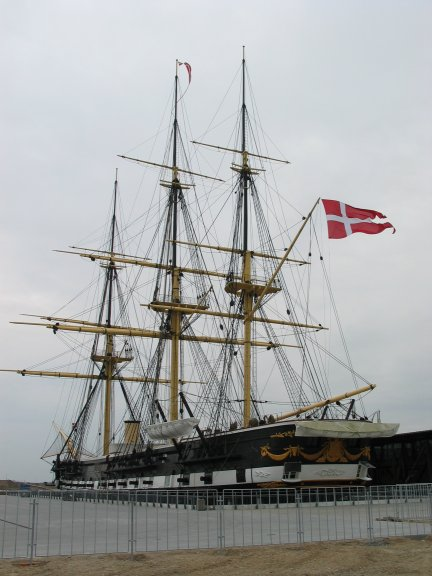
La frégate Jylland

  - Niels Juel, commandant Gottlieb, frégate, 42 canons, 422 marins
  - Jylland, commandant Holms, frégate, 44 canons, 327 marins, endommagée
  - Heimdal, commandant Lund, corvette, 16 canons, 260 marins

- Escadre austro-prussienne, Tegetthof
  - Schwarzenberg, commandant Tegetthof, frégate, 50 canons, 498 marins, endommagée, 101 tués et blessés
  - Radetzky, commandant Jeremiasch, frégate, 31 canons, 372 marins
  - Preussischer Adler, commandant Klatt, canonnière, 2 canons, 110 marins
  - Blitz, commandant Mac Lean, canonnière, 2 canons, 66 marins
  - Basilisk, commandant Schau, canonnière, 2 canons, 66 marins